# Elektromagnetisch spectrum
Elektromagnetisch spectrum is de verzamelnaam voor alle mogelijke frequenties van de elektromagnetische straling. Het spectrum laat zich van lage naar hoge frequentie (maar ook energieniveau per foton en daarmee van grote naar kleine golflengte) als volgt in een tabel zetten. Merk op dat frequentie-intervallen elkaar soms overlappen.

Diagram van het elektromagnetisch spectrum (de getekende variatie van golflengte is schematisch, in werkelijkheid is deze vele malen groter)

| Naam | Frequentiegebied | Golflengtegebied     | Temperatuur van zwart lichaam | Energie van foton  |
| --- | ---------------- | -------------------- | ----------------------------- | ------------------ |
| Radiostraling, Extremely low frequency (ELF) | 3 Hz 30 Hz       | 100 000 km 10 000 km | 30 pK 300 pK                  | 12,4 feV 124 feV   |
| Radiostraling, Super low frequency (SLF) | 30 Hz 300 Hz     | 10 000 km 1000 km    | 300 pK 3 nK                   | 0,124 peV 1,24 peV |
| Radiostraling, Ultra low frequency (ULF) | 300 Hz 3000 Hz   | 1000 km 100 km       | 3 nK 30 nK                    | 1,24 peV 12,4 peV  |
| Radiostraling, Very low frequency (VLF) | 3 kHz 30 kHz     | 100 km 10 km         | 30 nK 300 nK                  | 12,4 peV 124 peV   |
| Radiostraling, lange golf (LF) | 30 kHz 300 kHz   | 10 km 1 km           | 300 nK 3 μK                   | 124 peV 1,24 neV   |
| Radiostraling, middengolf (AM-radio) (MF) | 300 kHz 3000 kHz | 1000 m 100 m         | 3 μK 30 μK                    | 1,24 neV 12,4 neV  |
| Radiostraling, korte golf (HF) | 3 MHz 30 MHz     | 100 m 10 m           | 30 μK 300 μK                  | 12,4 neV 124 neV   |
| Radiostraling, Radar | 25 MHz 1000 MHz  | 12 m 0,3 m           | 249 μK 10 mK                  | 103 neV 4,14 μeV   |
| Radiostraling, Very high frequency (VHF) | 30 MHz 300 MHz   | 10 m 1 m             | 300 μK 3 mK                   | 124 neV 1,24 μeV   |
| Radiostraling, Ultra high frequency (UHF) | 300 MHz 3000 MHz | 100 cm 10 cm         | 3 mK 30 mK                    | 1,24 μeV 12,4 μeV  |
| Radiostraling, Super high frequency (SHF) | 3 GHz 30 GHz     | 10 cm 1 cm           | 30 mK 300 mK                  | 12,4 μeV 124 μeV   |
| Radiostraling, Extremely high frequency (EHF) | 30 GHz 300 GHz   | 1 cm 1 mm            | 300 mk 3 K                    | 124 μeV 1,24 meV   |
| Satelliettelevisie | 4 GHz 13 GHz     | 7 cm 2,3 cm          | 43 mK 130 mK                  | 16,5 μeV 53,76 μeV |
| Microgolfstraling | 0,3 GHz 300 GHz  | 1000 mm 1 mm         | 3 mK 3 K                      | 1,24 μeV 1,24 meV  |
| Kosmische achtergrondstraling | 160,2 GHz        | 1,873 mm             | 2,725 K                       | 0,663 meV          |
| Infraroodstraling (warmtestraling) | 0,3 THz 394 THz  | 1 mm 761 nm          | 3 K 3900 K                    | 1,24 meV 1,63 eV   |
| Zichtbaar licht, de zichtbare spectrale kleuren | 394 THz 789 THz  | 761 nm 380 nm        | 3900 K 7863 K                 | 1,63 eV 3,26 eV    |
| Ultraviolet (ook wel "black light" genoemd omdat het niet zichtbaar is met het oog)                                                                  | 789 THz 30 PHz   | 380 nm 10 nm         | 7863 K 300 kK                 | 3,26 eV 124 eV     |
| Extreem ultraviolet (EUV) of (XUV), harde uv-stralen (ontstaat in corona van de zon)                                                                 | 2,42 PHz 30 PHz  | 124 nm 10 nm         | 24 kK 300 kK                  | 10 eV 124 eV       |
| Röntgenstraling, zachte röntgenstralen (gebruikt bij röntgenfoto's)                                                                                  | 30 PHz 3 EHz     | 12 nm 0,1 nm         | 250 kK 30 MK                  | 124 eV 12,4 keV    |
| Harde X-stralen | 3 EHz 300 EHz    | 100 pm 1 pm          | 30 MK 3 GK                    | 12,4 keV 124 keV   |
| Gammastraling (bijvoorbeeld door radioactief verval)                                                                                                 | 300 EHz 30 ZHz   | 1 pm 0,01 pm         | 3 GK 300 GK                   | 1240 keV 124 MeV   |
| Kosmische straling (hoogtestraling), afkomstig van de Zon (zonnewind) en sterren (laag-energetisch) en supernovae en zwarte gaten (hoog-energetisch) | 30 ZHz en meer   | 0,01 pm en minder    | 300 GK                        | 124 MeV            |